# Nguyễn Văn Tức
Nguyễn Văn Tức (1932 – 5 tháng 2 năm 2016) là một sĩ quan cao cấp của Quân đội nhân dân Việt Nam, hàm Thiếu tướng, nguyên Trưởng khoa Trinh sát thuộc Học viện Quốc phòng.

## Khen thưởng
- Huân chương Độc lập hạng ba;
- Huân chương Quân công hạng ba;
- Huân chương Kháng chiến chống Mỹ, cứu nước hạng nhất;
- Huân chương Chiến công hạng nhì;
- Huân chương Chiến công giải phóng hạng nhất, nhì, ba;
- Huân chương Chiến sĩ giải phóng hạng nhất, nhì, ba;
- Huân chương Chiến sĩ vẻ vang hạng nhất, nhì, ba;
- Huy chương Quân kỳ Quyết thắng.